# Henrietta (prénom)
Pour les articles homonymes, voir Henrietta.
Henrietta est un prénom féminin provenant de l'allemand Henrik issue de heim (maison) et ric (monarque ou pouvoir).

## Prénom
- Henrietta Barnett (1851-1936), philanthrope anglaise
- Henrietta Crosman (1861-1944), actrice et metteuse en scène américaine
- Henrietta Dugdale (1827-1918), activiste féministe australienne
- Henrietta Muir Edwards (1849-1931), militante féministe canadienne
- Henrietta FitzJames (1667-1730), fille illégitime de Jacques II
- Henrietta H. Fore (née en 1948), fonctionnaire et diplomate américaine
- Henrietta Frances de Grey (1784-1848), hôtesse politique et philanthrope anglo-irlandaise
- Henrietta Godolphin (1681-1733), mécène d'artiste anglaise
- Henrietta Maria Gulliver (1866-1945), peintre paysagiste australienne
- Henrietta Howard (1689-1767), maîtresse du roi George II
- Henrietta Johnston (c. 1674-1729), pasteliste coloniale américaine
- Henrietta Kerez (née en 1977), actrice pornographique hongroise
- Henrietta Lacks (1920-1951), personnalité américaine de la recherche contre le cancer
- Henrietta Leaver (1916-1993), miss America 1935
- Henrietta Swan Leavitt (1868-1921),  astronome américaine
- Henrietta Leyser (née en 1941), historienne médiévaliste anglaise
- Henrietta Elizabeth Marshall (1867-1941), auteure britannique
- Henrietta Montalba (1848-1893), sculptrice britannique
- Henrietta O'Neill (1758-1793), poétesse irlandaise
- Henrietta Ónodi (née en 1974), gymnaste hongroise
- Henrietta Rae (1859-1928), artiste peintre anglaise
- Henrietta Rodman (1877-1923), féministe américaine
- Henrietta Rose-Innes (née en 1971), romancière sud-africaine
- Henrietta Shore (1880-1963), peintre américaine
- Henrietta Stanley (1807-1895), militante féministe anglaise
- Henrietta Szold (1860-1945), militante sioniste américaine
- Henrietta Wentworth (1660-1686), baronne et pair anglaise

### Deuxième prénom
- Ida Henrietta Hyde (1857-1945), physiologiste américaine
- Joy Henrietta Mensa-Bonsu, professeur de droit ghanéenne
- Sarah Henrietta Purser (1848-1943), artiste peintre irlandaise

## Référence
1. ↑  (en) Behind the Name